# Marija Jakovlevna Naryškinová
Marija Jakovlevna Naryškinová (rusky Мария Яковлевна Нарышкина, 22. října 1789, Petrohrad - 4. června 1854, Heidelberg) rozená kněžna Lobanov-Rostovská byla ruská šlechtična.

## Život
Pocházela ze starého rurikovského knížecího rodu Lobanov-Rostovských a byla dcerou maloruského gubernátora, knížete Jakova Ivanoviče Lobanov-Rostovského (1760–1831) a jeho manželky Alexandry Nikolajevny rozené Saltykovové (1764–1829).
Získala domácí vzdělání a v roce 1805 se stala dvorní dámou carevny Alžběty Alexejevny.

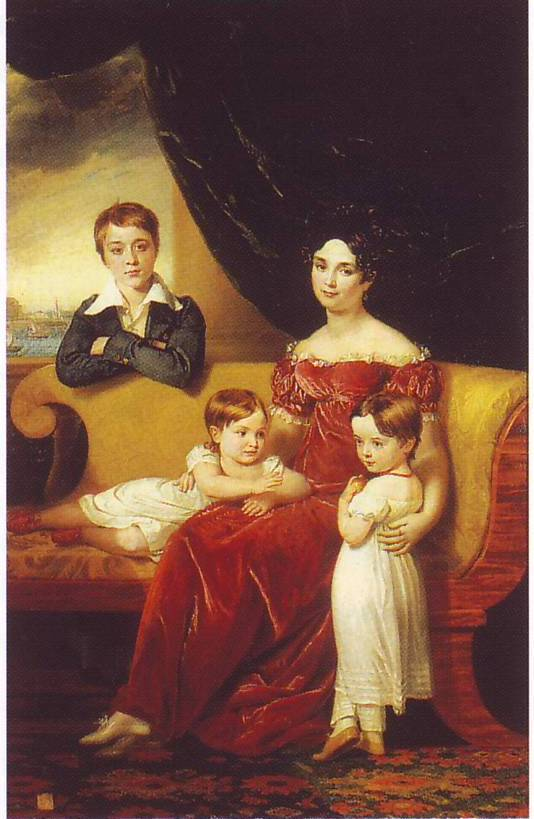
Marija Jakovlevna Naryškina se svými dětmi

V roce 1810 se provdala za budoucího nejvyššího dvorního maršálka Kirilla Alexandroviče Naryškina, syna komorníka Alexandra Lvoviče Naryškina. Z jejich manželství se narodily čtyři děti, z toho dva synové Lev (1809-1855) a Sergej (1819-1854) a dcera Alexandra (1817–1856), která se provdala za ruského diplomata hraběte Ivana Illarionoviče Voroncova-Daškova.
Podle jejího synovce hraběte Solloguba byla Marija Jakovlevna Naryškina „neduživá, ale sympatická, obecně uznávaná osobnost“. V roce 1821 jí byl udělen ruský Řád svaté Kateřiny.
Její manžel byl jmenován členem Státní rady a 25. října 1838 zemřel na Krymu.
Poslední roky života strávila Marija Jakovlevna jako vdova v Paříži. Zemřela 4. června 1854 v Heidelbergu.

## Ocenění
- Ruský řád svaté Kateřiny, II. třídy